# One Love (Blue-album)
A One Love a Blue együttes második albuma, R&B és pop stílusban. A lemezen közreműködött Elton John is. Az Egyesült Államokban első helyen állt a lemezlisták élén. Több mint 1,3 millió lemezt adtak el az Egyesült Államokban, és 2,7 milliót világszerte. Az albumcímet viselő One Love Nagy Britanniában a harmadik helyen állt.

## Dalok
1. One Love
2. Riders
3. Flexin'
4. Sorry Seems To Be The Hardest World featuring Elton John
5. She told me
6. Right Here Waiting
7. U Make Me Wanna
8. Ain't Got You
9. Supersexual
10. Don't Treat Me Like A Fool
11. Get Down
12. Privacy
13. Without You
14. Invitation
15. Like A Friend